# 葉月あや
葉月 あや（はづき あや、1991年6月9日 - ）は、日本のグラビアアイドル、タレント。愛知県西尾市（旧 幡豆郡一色町）出身。所属事務所はリップ。

## 経歴
三河湾の沖に浮かぶ佐久島で建築関係の会社を営む家に生まれる。
高校時代は9割女子生徒という高校に通っており、葉月もいわゆるギャルであった。
元々はオーストラリアでサーフィン留学をしようと考えていたが、東京の漫画喫茶で調べ物をしていた時にふとグラビアDVDを目にする。そこで、今しかできないグラビアアイドルになりたいと思うようになる。
2013年11月、GIRLS-PEDIA Vol.3（季刊誌）にて、初めてグラビアページを飾る。
2014年3月、『アイドルの穴〜日テレジェニックを探せ!〜』にて日テレジェニック候補生になる。
2014年6月16日、「日テレジェニック2014」に選ばれ、人気投票1位でグランプリ受賞。
事務所の後輩らが伸びてきた26歳（2017年ごろ）の時が転機だったと語り、自身のDVD売り上げも落ちてきたことから、マネージャーと方向性を考え始める。この頃からイメージビデオの企画会議に同席する、無理をして「清純派」をしないなど意見を出し、「運よく」売れたという。
2019年12月13日発売の自身2作目の写真集「BONNIE」はバストトップと股間だけをテープで隠したインパクト抜群の表紙が話題となった。
2020年12月18日、「グラビア・オブ・ザ・イヤー2020」（主催：キネマ旬報社）にて、優秀賞を受賞。
2021年12月17日、「グラビア・オブ・ザ・イヤー2021」（主催：キネマ旬報社）にて、特別功労賞を受賞。
2025年6月14日には豊洲PIT『TREND GIRLS FESTIVAL』内で行われたドレスメーカー「Tika」ファッションショーに出演。

## 人物
- 特技はソフトテニス[17]、スノーボード、サーフィン[18]。スノーボードは親の影響で3歳から始める。趣味は料理、音楽[19]。
- 好きなものはフィリピン、ギャンブル、温泉、サウナ[20]。
- 性格はクールと思われがちだが天真爛漫。
- 童顔な顔立ちで親しい友人からは「ベイビー」「赤ちゃん」と呼ばれている。
- 声が低くハスキーなことにコンプレックスを持っている。
- 普通自動車免許を持っている。
- へそピアスを開けている。
- 酒好きで知られる[21]。
- 2020年1月19日に東京・神田神保町の書泉グランデで行われた「BONNIE」の発売イベントにおいて、所属事務所に新人グラドルが多数入ったことに対して「最初に自我を捨てろと言いたい。これやりたくない、あれやりたくないでは成長はない。周りの人の意見を聞いた方がいい」とアドバイスを送った[13]。
- 2020年8月16日、東京・秋葉原の書泉ブックタワーで開催された最新DVD「僕の天使」発売イベントで、カジノ好きを公言。「コロナになる前は、よくカジノの出来る国に行っていました！（多いのはフィリピン）特にバカラが好きなのですが、プレイするうちにディーラーの資格も持ちたいと思い学校に通い始めました！今は学校もストップしているのですが、再開したらまたしっかり勉強して30歳になる前に資格が取れたらと思っています」と述べている[22]。
- 2021年秋からTwitterに「＃きょうのあやメシ」として自作料理写真を投稿しており、ファンの間で好評を得ている[23]。

## 作品

### イメージDVD
※太字タイトルは、Blu-ray版同時発売
- 日テレジェニック 2014（2014年9月24日、バップ）[24]
- ミルキー・グラマー（2014年12月19日、竹書房）[25]
- もっと、ぎゅっと（2015年3月20日、ラインコミュニケーションズ）[26]
- サマーギフト（2015年6月19日、イーネット・フロンティア）[27]
- めざめ（2015年9月18日、竹書房）[28]
- Hug（2015年12月25日、エスデジタル）[29]
- 葉月どきどき晴れ（2016年3月24日、イーネット・フロンティア）[30]
- 彩、色とりどり（2016年8月25日、イーネット・フロンティア）[31]
- あやに恋して。（2017年2月17日、イーネット・フロンティア）[32]
- あやだけの夏（2017年5月20日、ラインコミュニケーションズ）[33][34]
- 見つめて（2017年9月22日、竹書房）[35]
- ボクのお嫁さん（2017年12月15日、ラインコミュニケーションズ）[36][37]
- 目の前の君。 （2018年4月27日、エスデジタル）[38]
- あやベスト（2018年9月17日、双葉社）[39]
- 僕とあや。（2019年4月19日、竹書房）[40]
- 僕の彼女は葉月あや（2019年9月25日、ラインコミュニケーションズ）[41][42]
- FANTASY（2020年2月17日、双葉社）[43]
- 僕の天使（2020年6月24日、イーネット・フロンティア ）[44]
- Reversible（2020年10月20日、ラインコミュニケーションズ）[45][46]
- 秘密（2021年3月19日、竹書房）[47]
- Dynamite（2021年6月25日、エアーコントロール）[48]
- NEW!（2021年9月17日、イーネット・フロンティア）[49]
- IGNITE（2022年2月25日、スパイスビジュアル）[50]
- 起きたとき世界が明るい（2022年6月28日、エアーコントロール）[51]
- by Passion（2022年12月27日、エアーコントロール）[52]
- by Cool（2022年12月27日、エアーコントロール）[53]
- GLAMOROUS熱波（2022年4月25日、エアーコントロール）[54]
- 黒い流線形のPRIDE（2023年8月22日、エアーコントロール）[55]
- 刹那（2023年11月28日、エアーコントロール）[56]
- 葉月あや 最新撮りおろし映像特典付12時間スペシャル（2024年3月26日、エアーコントロール）[57]
- Glossy（2024年11月10日、ラインコミュニケーションズ）[58]
- First Love（2025年7月22日、エアーコントロール）[59]

## 出版

### 写真集
- ＜デジタル週プレ写真集＞ 葉月あや「この乳、大砲」（2014年12月19日、週刊プレイボーイ）
- sabra net strictly（2015年1月、サブラ）
- 葉月あや1st写真集「Splash!」（2015年2月12日発売、光文社）
- デジタルwarp girls“SWIPE ME.”by佐野円香＿葉月あや「ストリート銭湯娘。」 （2016年12月8日発売、TWJ BOOKS）
- リップガールズ G乳乱舞 SPECIAL EDITION（2018年8月31日、講談社）[60]
  - 森咲智美、橋本梨菜、犬童美乃梨、葉月あや、☆HOSHINOによる写真集。デジタル版は2018年3月に先行発売。撮影は西條彰仁、佐藤裕之、LUCKMAN、佐藤佑一。
- BONNIE（2019年12月13日、双葉社）[61]
- a natural（2021年12月21日、ワニブックス）

### 雑誌
- GーBX―絶対に見るべきグラビア15人（2014年9月18日、マイウェイ出版）

### カレンダー
- 2021年カレンダー（2020年10月31日、トライエックス）[62]
- 2022年カレンダー（2021年11月13日、トライエックス）

### トレーディングカード
- 葉月あや ファースト・トレーディングカード（2023年6月10日、ヒッツ）[63][64]

## 出演

### テレビ番組
- アイドルの穴2014〜日テレジェニックを探せ!〜（日本テレビ、2014年4月5日 - 6月21日）
- 東京暇人（日本テレビ、2014年8月 - 9月）
- ランク王国（TBS、2014年11月）
- 一夜づけ（テレビ東京、2015年4月 - 2016年3月）
- 深夜喫茶スジガネーゼ （フジテレビ、2016年11月5日）
- 有吉反省会（日本テレビ、2019年3月9日）
- 木村魚拓の窓際の向こうに #275（パチンコ★パチスロTV!、2019年9月15日）
- ダウンタウンDX（読売テレビ、2021年11月25日）

### テレビドラマ
- 世にも奇妙な物語 '20秋の特別編 「アップデート家族」（フジテレビ、2020年11月14日 ） - 黒崎家・母（チアガール） 役

### ウェブ配信
- スピードワゴンの月曜The NIGHT（2017年12月19日、2018年9月11日、11月20日、ABEMA）[65]
- Merry ボートレース GRAND PRIX（2019年12月22日、ABEMA）[66]
- 佐久間宣行のNOBROCK TV（2023年8月12日、YouTube）[67]
- 代官山メロン（ヘブンTV）

### ラジオ
- STVラジオ・チャリティー・ミュージックソン（STVラジオ、2014年12月24 - 25日）
- よゐこ有野のノーギャラジオ（2023年3月5日、MBSラジオ）[68]

### イベント
- 「ROAD to ONE 3rd：TOKYO FIGHT NIGHT」（2020年9月10日、渋谷O-EAST） - ラウンドガール[69]